# Blaps debdouensis
Blaps debdouensis – gatunek chrząszcza z rodziny czarnuchowatych i podrodziny Tenebrioninae.
Gatunek ten został opisany w 1914 roku przez Jana Obenbergera. Klasyfikowany jest w grupie gatunków B. debdouensis, rozsiedlonej od Maroka, przez północną Algierię po Tunezję. Zgodnie z wynikami badań przeprowadzonych przez Condamine'a i współpracowników w 2013 roku zajmuje on pozycję siostrzaną do B. emondi, a linie ewolucyjne tych gatunków rozeszły się około 3 mln lat temu.
Chrząszcz ten jest mikroendemitem okolic Dabdu w Maroku.